# 1956年メルボルンオリンピックのブラジル選手団
1956年メルボルンオリンピックのブラジル選手団（1956ねんメルボルンオリンピックのブラジルせんしゅだん）は、1956年11月22日から12月8日にかけてオーストラリアのメルボルンで開催された1956年メルボルンオリンピックのブラジル選手団、およびその競技結果。

## 概要
今大会は金メダル1個、合計1個のメダルを獲得した。
陸上競技男子三段跳でアデマール・ダ・シルバが金メダルを獲得、1952年ヘルシンキオリンピックに続いて2連覇を達成した。

## メダル
| メダル | 選手名                 | 競技 | 種目       |
| ------ | ---------------------- | ---- | ---------- |
| 金     | アデマール・ダ・シルバ | 陸上 | 男子三段跳 |